# Renato Ribeiro Calixto
Renato Ribeiro Calixto mais conhecido no Brasil como Renatinho, e no Japão como Renato (Cardoso, 4 de Outubro de 1988), é um futebolista brasileiro que atua como meia-atacante. Atualmente, joga pelo Rio Branco-ES. 

## Carreira
O atleta começou nas categorias do Ituano, se transferindo para o Coritiba em 2006, onde se profissionalizou em 2008. Nunca se firmou no time titular do clube, fez algumas boas apresentações, mas acabou sendo emprestado para o Londrina, retornando em 2009, participando da campanha que culminou no rebaixamento do clube para a segunda divisão. 
Sem espaço no time, acabou sendo emprestado novamente, desta vez para o Atlético Goianiense em 2010 e para a Ponte Preta em 2011, onde viveu o melhor momento da carreira, na campanha que levou o time de Campinas de volta à primeira divisão do Campeonato Brasileiro. Pelas boas atuações na Ponte Preta, chamou a atenção de vários clubes do país, mas acabou sendo emprestado e comprado pelo Kawasaki Frontale de 2012 à 2015. 
Foi vendido ao Guangzhou R&F e emprestado ao Tianjin Quanjian. 
Encerrando seu contrato na china, voltou para Ponte Preta em 2021 não havendo uma sequencia como o esperado como sua ultima passagem gloriosa pela macaca em 2011, rescindiu o contrato. 
Em maio de de 2022 acertou sua ida para o Tombense, onde em poucos jogos conseguiu marcar o primeiro gol da Tombense na serie B do Campeonato Brasileiro. 

## Títulos
Londrina
- Copa Paraná: 2008

Coritiba
- Campeonato Paranaense: 2008 e 2010
- Campeonato Brasileiro de Futebol - Série B: 2010[1][2]